# 卡班湖
卡班湖是俄罗斯鞑靼斯坦共和国喀山的一个水系，分为上卡班湖、中卡班湖和下卡班湖，占地1.86平方公里，为鞑靼斯坦最大的湖泊。由布拉克运河将其与卡赞卡河相连通。12-13世纪的伏尔加保加利亚坟墓在湖畔被发现。传说，当喀山汗国陷落后，喀山贵族纷纷将珍宝扔进湖里。鞑靼神话中传说吉兰特神龙就是卡班水下王国的皇帝。